# 宇都宮駅東公園
宇都宮駅東公園（うつのみやえきひがしこうえん）は、栃木県宇都宮市元今泉五丁目にある都市公園である。公園の種別は地区公園。

## 概要
駅東土地区画整理事業により1974年から整備した公園で、駅東公園プールを併設しているほか、国鉄EF57形電気機関車を保存展示している。
隣接の宇都宮市体育館（ブレックスアリーナ宇都宮）、栃木県立宇都宮産業展示館（マロニエプラザ）と一体で、大規模イベント等の会場として使われることもある。
宇都宮駅東公園、宇都宮市体育館、栃木県立宇都宮産業展示館の一帯は、かつて栃木県農業試験場があった。1962年（昭和37年）の国道4号宇都宮バイパス開通により、1969年（昭和44年）宇都宮市瓦谷町の現在地へ移転した。

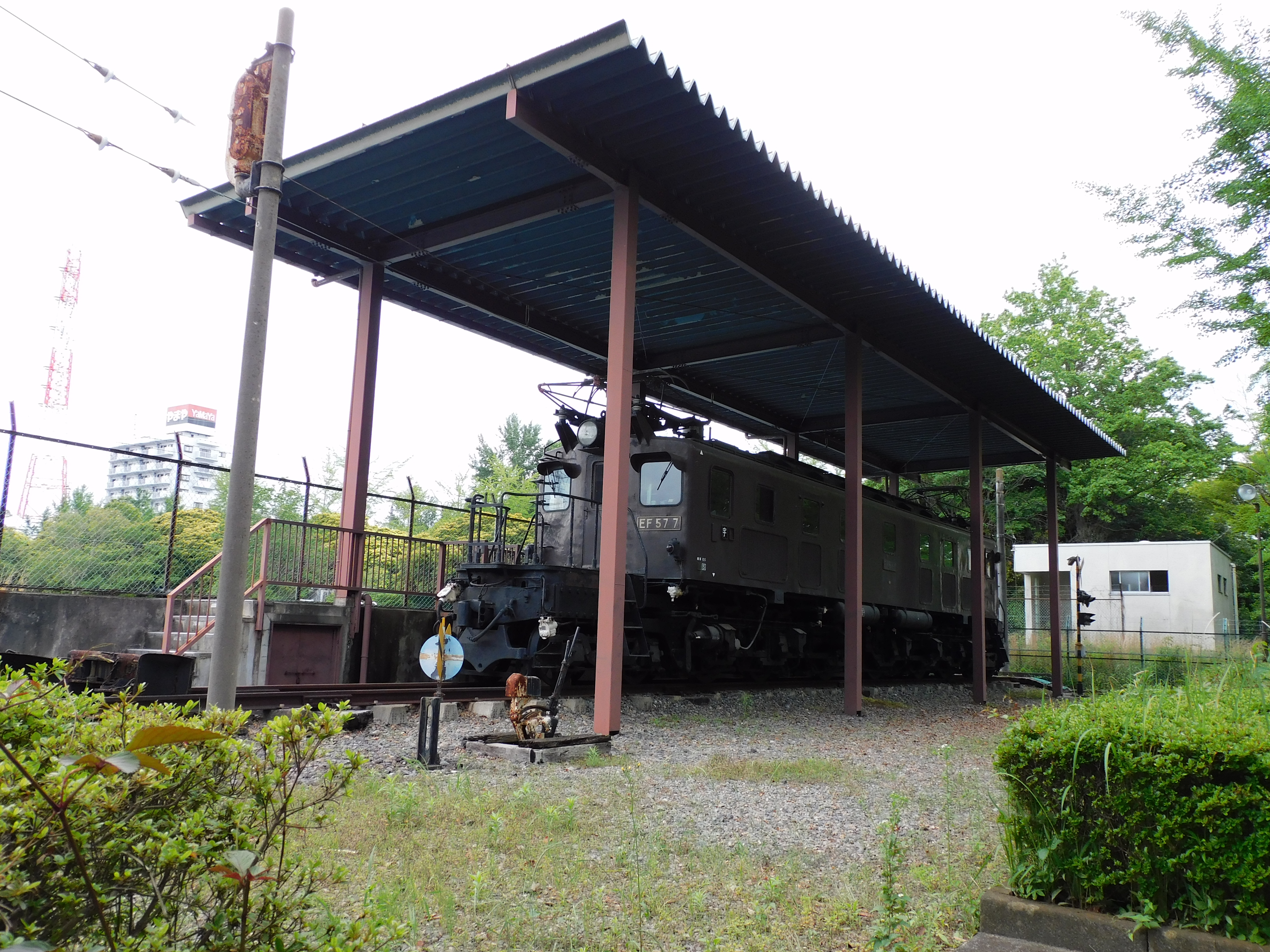
EF57形電気機関車
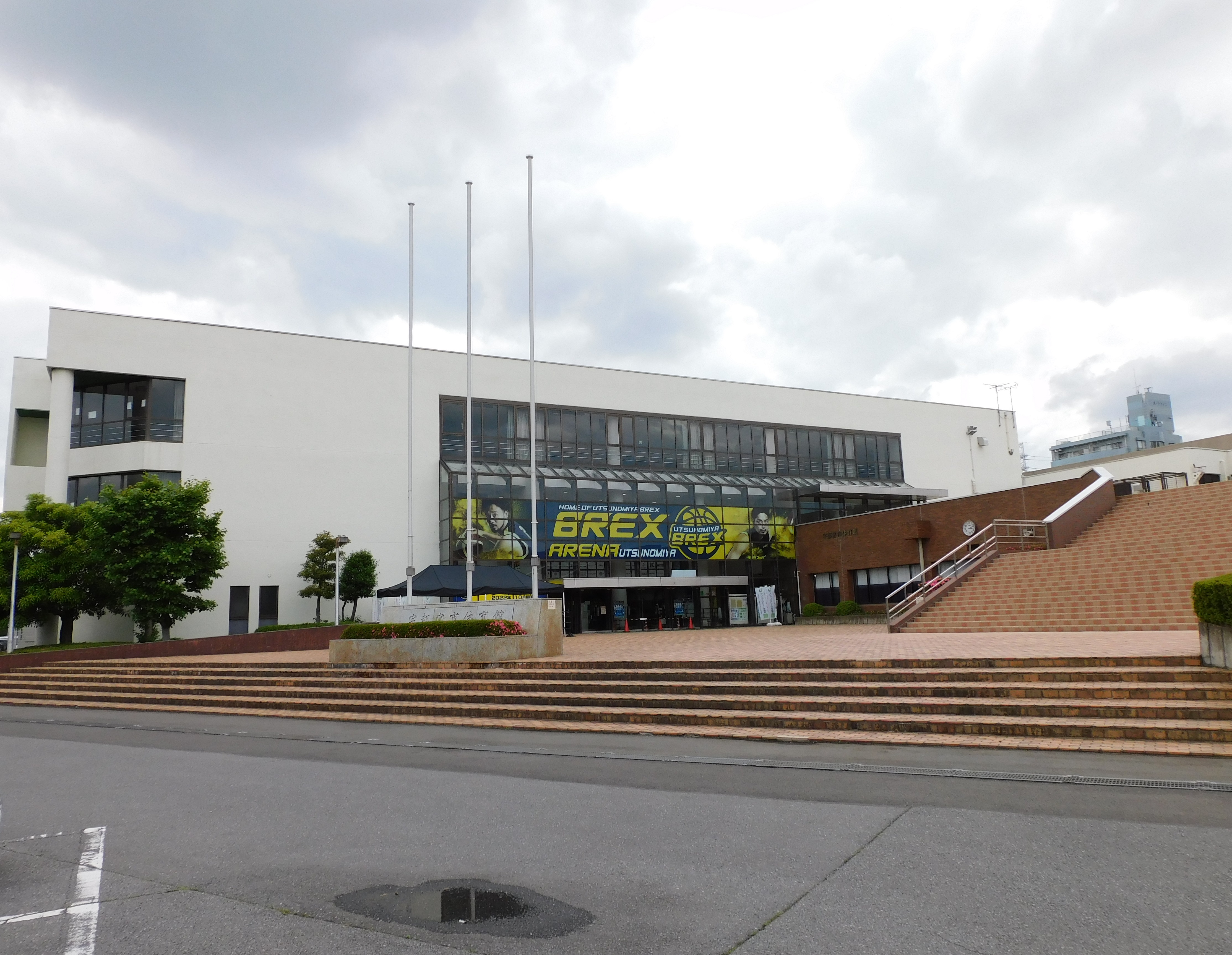
宇都宮市体育館

## 年表
- 1974年7月30日 - 都市計画公園として計画決定（宇都宮都市計画公園4・4・003号）[1]
- 1975年6月30日 - 開園
- 1981年11月6日 - 都市計画公園の計画変更[1]
- 1988年9月30日 - 食と緑の博覧会-とちぎ'88（愛称：イートピアとちぎ'88）開幕（11月6日まで）、駅東公園プールを含めて会場として使用[2]。
- 2006年 - 映画「キャプテン」（2007年公開）のロケ地として使用[5]。

## 施設

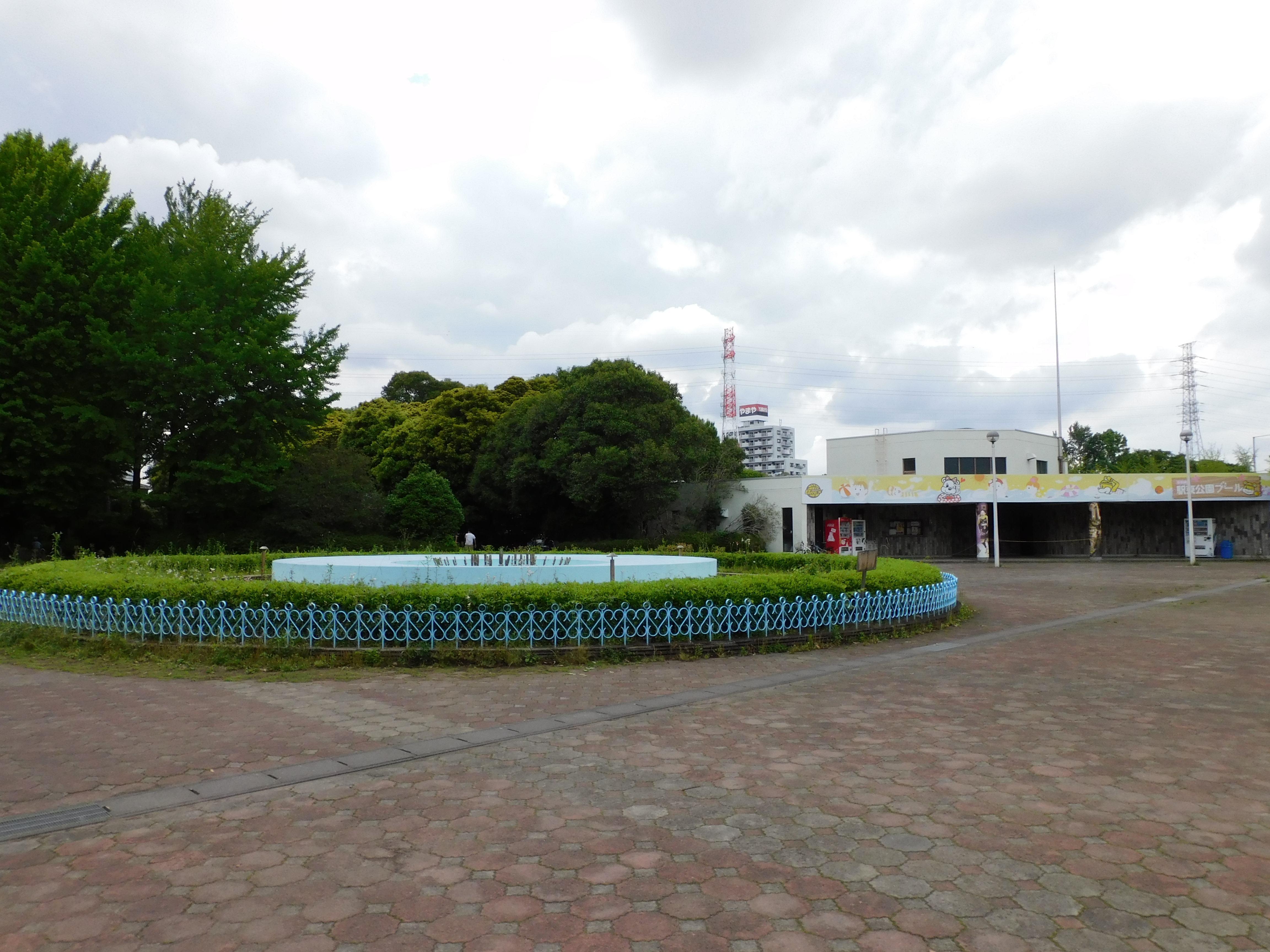
噴水とプール（右奥）

- 噴水
- コンビネーション遊具
- 銀杏並木 - うつのみや百景の1つ[6]
- 駅東公園プール

屋外プールで夏季のみ営業で、プールのみ指定管理者制度で民間企業（株式会社オーエンス）が管理している。
50mプール、25mプール、子供用プール、幼児用プール、おむつ専用プールを備える

## アクセス
- JR宇都宮駅
  - 西口より関東バス越戸経由柳田車庫行または平出工業団地行で「白楊高校前」下車
  - 東口より徒歩約15分
  - 東口より宇都宮ライトレール駅東公園前停留場より徒歩約3分
- 駐車場

通年での駐車場開放は無し
プール営業期間中のみ駐車場開放